# Клемятино (Казулинское сельское поселение)
Клемя́тино  — деревня в Смоленской области России, в Сафоновском районе. Население – 23 жителя (2007 год) . Расположена в центральной части области в 27 км к северо-востоку от города Сафонова, в 15 км севернее автодороги М1 «Беларусь», на берегу реки Днепр. В 19 км севернее от деревни железнодорожная станция Митино	 на линии Москва — Минск. Входит в состав Казулинского сельского поселения.

## История
В годы Великой Отечественной войны деревня была оккупирована гитлеровскими войсками в сентябре 1941 года, освобождена в 1943 году.